# Amt Sternberger Seenlandschaft
L'Amt Sternberger Seenlandschaft est un Amt de l'arrondissement de Ludwigslust-Parchim dans le land de Mecklembourg-Poméranie-Occidentale, dans le Nord de l'Allemagne.

## Communes
1. Blankenberg (390)
2. Borkow (438)
3. Brüel, (2 644)
4. Dabel (1 465)
5. Hohen Pritz (364)
6. Kobrow (431)
7. Kuhlen-Wendorf (821)
8. Langen Jarchow (254)
9. Mustin (411)
10. Sternberg, (4 324)
11. Weitendorf (382)
12. Witzin (468)
13. Zahrensdorf (300)